# سمك أعوج
السمك الأعوج (الاسم العلمي: Climatius)، وهو جنس منقرض من القرشيات الشوكية. تم العثور على أحافيره في كل من أوروبا وأمريكا الشمالية.